# Rúgia (distrito)
Rúgia (em alemão: Rügen) foi um distrito (kreis ou landkreis) da Alemanha localizado no estado de Meclemburgo-Pomerânia Ocidental. Na reforma distrital de setembro de 2011, Rúgia foi unido ao novo distrito de Pomerânia Ocidental-Rúgia.

## Cidades e municípios
| Cidades (livres):     | Municípios (livres): |
| 1. Putbus 2. Sassnitz | 1. Binz              |

| Ämter | Ämter | Ämter |
| --- | --- | --- |
| - 1. Bergen auf Rügen 1. Bergen auf Rügen1, 2 2. Buschvitz 3. Garz/Rügen2 4. Gustow 5. Lietzow 6. Parchtitz 7. Patzig 8. Poseritz 9. Ralswiek 10. Rappin 11. Sehlen | - 2. Mönchgut-Granitz 1. Baabe1 2. Gager 3. Göhren 4. Lancken-Granitz 5. Middelhagen 6. Sellin 7. Thiessow 8. Zirkow - 3. Nord-Rügen 1. Altenkirchen 2. Breege 3. Dranske 4. Glowe 5. Lohme 6. Putgarten 7. Sagard1 8. Wiek | - 4. West-Rügen 1. Altefähr 2. Dreschvitz 3. Gingst 4. Insel Hiddensee 5. Kluis 6. Neuenkirchen 7. Rambin 8. Samtens1 9. Schaprode 10. Trent 11. Ummanz |
| 1sede do Amt; 2cidade | | |